# Комісія для виучування звичаєвого права України
Комісія ВУАН для виучування звичаєвого права, Комісія для виучування народного (звичаєвого) права України (з 1921), Комісія для виучування звичаєвого (народного) права України (з 1925), Комісія історії звичаєвого права (з 1931) — наукова установа ВУАН (нині Національна академія наук України) у 1918–34. Заснована при академічній кафедрі звичаєвого права ВУАН у грудні 1918. Належала до третього (соціально-економічного) відділу ВУАН.
До першого складу комісії увійшли О.Левицький (голова), Ф.Тарановський, Б.Кістяківський та М.Птуха. Керівником (керуючим працями) комісії було затверджено М.Павлова-Сільванського. При комісії існувала робоча група зі штатних і позаштатних працівників – секція чл.-співробітників, яка мала збирати матеріали зі звичаєвого права, складати необхідні картотеки, покажчики тощо. Перше офіційне зібрання членів комісії відбулося 20 березня 1919. Наприкінці березня того ж року розпочала свою роботу і секція чл.-співробітників (бл. 20 осіб), в якій 1919–20 найбільшу активність виявили В.Греков, С.Іваницький-Василенко (секретар секції в березні–липні 1920), В.Камінський (пом. керівника), І.Кристаловський, М.Товстоліс, О.Хруцький, І.Черкаський, О.Шрамков. Комісія запланувала скласти бібліографічний покажчик праць з питань звичаєвого права, підготувати програму дослідження архівних матеріалів з цих питань і нагромадити максимально можливу кількість таких матеріалів. Відповідно всі чл.-співробітники розділилися на три підсекції.
Із серпня 1920 внаслідок перебування польських військ у Києві (6 травня – 6 червня; див. Польсько-радянська війна (1920) ) та ін. несприятливих обставин діяльність комісії практично припинилася. Відновити її вдалося професору В.Синайському, призначеному в січні 1921 керівником комісії. Перше засідання нового складу комісії (уже без поділу на повноправних членів і чл.-співробітників) відбулося 8 лютого 1921. У травні 1921 помічником керівника комісії став професор А.Кристер, який після смерті О.Левицького і від'їзду В.Синайського за кордон із жовт. 1922 фактично очолив комісію. В її структурі діяли три підкомісії, які відповідно займалися: складанням матеріалів зі звичаєвого права на Київщині, на Полтавщині; "виучуванням норм сучасного народного права в нарсудах Києва". Особлива увага приділялася спадковому і земельному праву, а з 1925 комісія почала досліджувати й "торговельно-звичаєві" норми. Актуальність цих досліджень зумовлювалася прямими відсиланнями в чинному законодавстві (зокрема в Земельному кодексі УСРР 1922) до місцевих звичаїв.

## 1922–26
1922–26 завдання початкового етапу діяльності комісії були здебільшого виконані. Загальна кількість співробітників (разом з позаштатними) в ці роки сягала за 20 осіб. Найдіяльнішими серед них були: Р.Безпалов, О.Добров,Є.Єзерський, В.Завітневич, В.Камінський (секретар), В. Назимов (єдиний, крім керівника, штатний працівник), М.Товстоліс та Б.Язловський. 1925 комісія опублікувала "Програми для збирання відомостей до звичаєвого права України" та великий покажчик відповідної літератури. Передбачалося розгорнути у всеукраїнському масштабі систематичне збирання відомостей про звичаєве право силами місцевих учителів, народних суддів тощо. 1925–26 було видано два випуски теор. праць комісії.
Овксентій Малиновський, після обрання його академіком при каф-рі звичаєвого (нар.) права України, став головою комісії, а за А.Кристером залишилася посада кер. праць комісії. У трав. 1926 було утворено дві секції: цивільного (приватного) права на чолі з А.Кристером, куди ввійшли всі уже задіяні члени комісії, та публічного права на чолі з О.Малиновським, до якої увійшли Степан Борисенок (штатний співробітник), В.Воблий, Я.Рожківський, Є.Саченко-Скакун, М.Сікорський, Олександр Чечот, В.Яновський та ін. Якщо раніше комісія вивчала переважно теор. питання звичаєвого права, конкретні випадки його застосування в минулому та в сучасних цивільно-правових, сімейних і земельних відносинах, то після реструктуризації установи звичаєве право стало розглядатися в тісному зв'язку з нормами місц. самоврядування та з окремими аспектами боротьби зі злочинністю. Комісія почала досліджувати не тільки архів. документи й етногр. матеріали правового характеру, а й практику роботи судів, органів самоврядування тощо. За концепцією О.Малиновського, крім вивчення дореволюц. звичаєвого права, особливу увагу слід було звертати на "революційне звичаєве право", тобто нові правові звичаї та традиції. 1926 розпочалися комплексні дослідження юрид. природи сел. двору і пов'язаних з ним правових відносин. Роботи науковців секції публічного права увійшли до 3-го випуску праць комісії за ред. О.Малиновського (1928). Секція цивільного права продовжувала працю над бібліографічним покажчиком, який, зокрема, планувалося поповнити літ. слов'ян. країн, вивчала вплив звичаєвого права на "Руську Правду", Статути Великого князівства Литовського та ін. джерела права України. У лют. 1929 у цій секції виділилася окрема підсекція з вивчення діючого земельного права. Спільними зусиллями готувалися біографічний словник дослідників звичаєвого права та нариси історії науки звичаєвого права.

## Реорганізація ВУАН, репресії
Загальний процес реорганізації ВУАН і зміни характеру її наук. діяльності, що розпочався в кін. 1920-х рр., істотно позначився й на роботі комісії. У тематиці її досліджень чільне місце стали посідати вивчення колгоспного ладу з погляду перетворення та відмирання звичаєвого права в ході колективізації сільського господарства, аналіз практики діяльності товариських судів на ф-ках і з-дах та ін. аналогічні проблеми. Дещо згодом на перше місце було поставлено "вивчення методології дослідження звичаєвого права на основі марксистсько-ленінського методу". Закінчити, а тим більше надрукувати якісь серйозні дослідження з цих проблем співробітникам комісії, однак, не вдалося. До того ж, 1930 у вид-ві був знищений 4-й випуск праць комісії.
Репресії, масові чистки призвели до істотного зменшення чисельності працівників комісії. За цих умов у верес. 1930 було ліквідовано поділ комісії на дві секції. Упродовж січ.–трав. 1931 вона провела ще 16 засідань, після чого майже не засідала. До тематичного плану на 1932 буловключено: вивчення питань звичаєвого права у творчості К.Маркса, Ф.Енгельса та Г.Плеханова: критичний розгляд праць народників – дослідників звичаєвого права (П.Чубинського, П.С.Єфименка, О.Кістяківського): самокритику попередньої наук. продукції комісії; аналіз змін правових відносин на селі. На поч. 1932 пішов із життя О.Малиновський, приблизно через рік до "саботажників та шкідників" був зарахований А.Кристер. Останнє відоме свідчення діяльності комісії – це її спільне з Комісією історії укр. права засідання 17 трав. 1933 з обговоренням доповіді І.Черкаського "Родинні стосунки докласового суспільства на терені України".
У лют. 1934 у зв'язку з реорганізацією ВУАН комісія була ліквідована, а її працівники увійшли до складу Кабінету радянського будівництва і права при Президії ВУАН, який через кілька місяців теж припинив існування. Згодом арешт і страта А.Кристера (1937) стали приводом для звинувачення комісії в антирад. діяльності й науковій безплідності. Були репресовані: С.Борисенок, В.Камінський, М.Товстоліс,І.Черкаський, Б.Язловський, В.Яновський, О.Чечот, а за даними Н.Полонської-Василенко – й Є.Єзерський.

## Творчий набуток
Творчим набутком комісії є насамперед згадані програми для збирання матеріалів зі звичаєвого права і дослідження, опубл. у випусках офіц. органу комісії – "Праць Комісії для виучування звичаєвого права України". З-поміж праць найбільший інтерес становлять монографії та розвідки: "Три ступені правоутворення" А.Кристера, "Спроба кодифікації звичаєвого права на Україні" В.Камінського (обидві – у вип. 1), "Репрезентативна метода та студії над звичаєвим правом" Б.Язловського, "Вплив звичаю на судову практику" Є.Єзерського, "Правоутворення без законодавця. Частина перша. Звичаєве право" О.Доброва (всі – у вип. 2), "Революційне радянське звичаєве право" О.Малиновського, "Звичаєве право Литовсько-Руської держави на початку XVI ст." С.Борисенка (обидві – у вип. 3). Низку досліджень опубліковано в ін. академічних виданнях та юрид. журналах. Загалом члени комісії підготували бл. 150 наук. праць, присвячених переважно аналізові ролі звичаєвого права на різних істор. етапах розвитку України та впливу звичаїв правового характеру на правові відносини в перші пореволюц. роки (особливо в сільс. місцевості).